# Алессандро II Пико делла Мирандола
Алесса́ндро II Пи́ко де́лла Мира́ндола (итал. Alessandro II Pico della Mirandola; 30 марта 1631, Мирандола, герцогство Мирандола — 2 февраля 1691, Конкордия-сулла-Секкьи, маркграфство Конкордия) — аристократ из рода Пико; герцог Мирандолы и маркграф Конкордии с 1637 по 1691. Находился на службе в армиях Папского государства и Испанской империи. Участник Кандийской войны. Кавалер ордена Золотого руна (1666).

## Биография

### Ранние годы
Родился в Мирандоле 30 марта 1631 года в семье Галеотто IV Пико и Марии Чибо-Маласпины. Галеотто IV был легитимированным бастардом Алессандро I, герцога Мирандолы и маркграфа Конкордии от дворянки Элеоноры Сеньи (или Синья). Его супруга была дочерью Карло I, князя Массы и маркграфа Каррары и аристократки Бриджиды Спинола. Отец Алессандро умер незадолго до деда, после смерти которого 2 сентября 1637 года шестилетний принц стал новым герцогом Мирандолы и маркграфом Конкордии под именем Алессандро II. По завещанию деда, регентом при нём были поставлены мать Мария Чибо-Маласпина и тётка по отцовской линии Мария Пико делла Мирандола. Главой правительства был назначен маркиз Энеа Маньяни. Мать юного правителя была властной женщиной. Тётка, напротив, была далека от придворной жизни и занималась благотворительностью. Однако вскоре при дворе образовались две противоборствующие партии, противостояние которых привело к тому, что Мария Чибо-Маласпина оказалась подозреваемой в шпионаже в пользу Французского королевства. По обвинению в измене она была арестована представителями дома Эсте, планировавшими аннексировать владения дома Пико, и отправлена в ссылку в Генуэзскую республику. Ей позволили вернуться в Мирандолу после возобновления союзнического договора с Испанским королевством. Образованием юного герцога занимались иезуиты, акцентировавшие внимание на религиозных практиках.

### Правление
В 1639 году, при поддержки римского папы, Алессандро II был признан синьором Сан-Мартино-Спино. Эту синьорию дом Пико отобрал у епископов Реджо. В 1641 году он получил инвеституру от императора Священной Римской империи Фердинанда II. В 1648 году Алессандро II приступил к самостоятельному правлению. В 1666 году в звании капитана поступил на службу в армию Испанской империи и в том же году в Милане от имени короля Карло II был удостоен ордена Золотого руна. В 1669 году, по призыву римского папы Климента IX, была создана коалиция для помощи Венецианской республике, сражавшейся с Османской империей на острове Крит. В коалицию, кроме Папского государства и герцогства Мирандолы, вошли Французское королевство, Савойское, Мантуанское, Пармское и Моденское герцогства и Великое герцогство Тосканское. Алессандро II был назначен командиром пехоты Папской армии. 6 июня 1669 года он прибыл в Венецию во главе мирандольского ополчения. В июле того же года возглавил эскадру из девяти военных кораблей с почти тремя тысячами пехотинцев армии коалиции. Побывав по дороге на острове Закинф, прибыл на Крит и 23 августа 1669 года подошёл к городу Кандия (ныне Ираклион), который более двадцати лет осаждался турками. Здесь его эскадра объединилась с венецианским, французским и папским флотами. Венецианцы были вынуждены сдать Кандию. Остальной остров давно уже был завоёван османами. Во время похода Алессандро II заболел малярией и не участвовал ни в одном из сражений, но категорически возражал против капитуляции. Позиция герцога заслужила ему уважение соотечественников и укрепила экономические связи с Венецией.
Во внутренней политике Алессандро II опирался на поддержку семей патрициев, живших в Мирандоле и Конкордии. Он оказался талантливым администратором. В 1650 году провёл финансовую реформу, которая улучшила экономическое положение герцогства. Им была начата чеканка новых монет. При нём значительно расширилась древняя ярмарка в Мирандоле. Алессандро II увлечённо занимался коневодством. В 1665 году им был подписан договор с Карлом Эммануилом II, герцогом Савойи о совместной разработке рудников с полезными ископаемыми. Своими указами он ограничил охоту в герцогских лесах и запретил вырубать дубравы. Появившиеся в казне деньги, Алессандро II тратил на улучшение городской инфраструктуры и строительство дорог. В направлении Модены по его приказу была проложена, так называемая, «благословенная дорога». Им был достроен судоходный канал от Мирандолы до Конкордии, построен герцогский дворец в Конкордии. Большое внимание он уделял благоустройству храмов. В 1675 году герцог пригласил в Мирандолу сервитов. При нём была восстановлена церковь Святого Петра Апостола в Фосса-ди-Конкордии, надстроена колокольня церкви Святого Мартина Епископа в Сан-Мартино-Спино и завершено строительство церкви Иль-Джезу в Мирандоле с барочным интерьером работы Помпео Солари.
Алессандро II был также известным коллекционером произведений искусства и меломаном. Им была собрана большая картинная галерея, состоявшая из дорогих полотен. Капельмейстером герцогской капеллы в Мирандоле был композитор Джованни Баттиста Бассани. По заказу герцога он написал несколько религиозных музыкальных сочинений, которые впервые были исполнены в церкви Святой Марии Магдалины в Мирандоле.
Алессандро II имел слабое здоровье. Смерти наследного принца Франческо Марии I в апреле 1689 года и в следующем году герцогини Анны Беатриче окончательно подорвали его силы. Он умер в Конкордии 2 (или 3) февраля 1691 года. Согласно завещанию покойного от 18 ноября 1690 года новым герцогом Мирандолы и маркграфом Конкордии стал его внук Франческо Мария II, сын Франческо Марии I. Регентом при нём герцог назначил свою сестру Бриджиду Пико. Завещание Адессандро II, как и оставленное им небольшое наследство, вызвало недовольство у трёх младших сыновей герцога, которые, однако, не стали оспаривать решение покойного отца.

### Брак и потомство
27 апреля 1656 года Алессандро II Пико делла Мирандола сочетался браком с Анной Беатриче д’Эсте (1626 — 25.09.1690), дочерью герцога Модены и Реджо Альфонсо III и Изабеллы Савойской. Матримониальный союз должен был укрепить отношения между домами Пико и Эсте. Церемония бракосочетания прошла в Моденском соборе. В семье Алессандро и Анны Беатриче родились девять детей — четыре дочери и пять сыновей:
- Мария Изабелла (1657—1732[6]), была объявлена наследницей, в случае отсутствия наследников мужского пола;
- Лаура[итал.] (1660—1720), сочеталась браком с Фердинандо II Гонзага (1648—1723), князем Кастильоне и Сольферино, маркизом Медоле[7];
- Франческо Мария (1661—1689), он же наследный принц Франческо Мария I, в 1685 году сочетался браком с Анной Камиллой Боргезе (1662—1715) из рода князей Сульмоны, от которой у него родился сын Франческо Мария II, последний герцог Мирандолы и маркграф Конкордии из дома Пико;
- Галеотто (1663—1710), синьор Сан-Мартино-ин-Спино;
- Вирджиния (1665 — ?), в 1691 году приняла монашеский постриг с именем Марии Беатрисы в монастыре Святого Людовика в Мирандоле;
- Фульвия (1666—1731), сочеталась браком с Томмазо д’Аквино, князем Феролето и Кастильоне, генералом кавалерии армии Неаполитанского королевства;
- Джованни (1667—1723), маркиз Кварантоли;
- Лодовико (1668—1743), кардинал с 1712 года, кардинал-епископ Альбано с 1731 по 1740 год и Порто и Санта-Руфины с 1740 по 1743 год;
- Алессандро (1670—1711), генерал армии Венецианской республики.

У Алессандро II было трое незаконнорождённых детей: дочь Катерина, принявшая монашеский постриг с именем Марии Целесты в монастыре Святого Людовика в Мирандоле, и сыновья Федерико и Джанфранческо.